# Chief Santos Football Club
El Chief Santos es un equipo de fútbol de Namibia que participa en la Primera División de Namibia, la segunda liga de fútbol más importante del país.

## Historia
Fue fundado en el año 1963 en la ciudad de Tsumeb y ha sido campeón del torneo de liga en 2 ocasiones y ha ganado el torneo de copa de la Asociación de Fútbol de Namibia en 4 ocasiones.
A nivel internacional ha participado en 4 torneos continentales, donde su mejor participación ha sido en la Copa CAF de 1997, donde llegó a la primera ronda.
Descendió en la temporada 2008-09 al quedar en la posición 11 de 12 equipos.

## Palmarés
- Premier League de Namibia: 2

1993, 2003
- NFA-Cup: 4

1991, 1998, 1999, 2000

## Participación en competiciones de la CAF
| Temporada | Torneo                            | Ronda      | Club                  | Casa  | Visita | Global |
| --------- | --------------------------------- | ---------- | --------------------- | ----- | ------ | ------ |
| 1992      | Recopa Africana                   | Preliminar | Mochudi Centre Chiefs | w.o.1 | w.o.1  | w.o.1  |
| 1994      | Copa Africana de Clubes Campeones | Preliminar | Lobatse CS Gunners    | 3-3   | 0-2    | 3-5    |
| 1997      | Copa CAF                          | 1          | Kabwe Warriors FC     | w.o.1 | w.o.1  | w.o.1  |
| 2000      | Recopa Africana                   | Preliminar | GD Sagrada Esperança  | 1-3   | 2-4    | 3-7    |

1- Chief Santos abandonó el torneo.